# Takashi Yamamoto
Takashi Yamamoto (n. 23 iulie 1978, Osaka, Japonia) este un înotător japonez, medaliat olimpic. A participat la 3 ediții ale Jocurilor Olimpice (1996, 2000, 2004) în care a câștigat o medalie de argint și o medalie de bronz.